# Viola Allen
Viola Emily Allen (Huntsville, 27 de octubre de 1869 - Nueva York, 9 de mayo de 1948) fue una actriz teatral estadounidense, que además actuó en tres filmes mudos.

## Biografía
Nació en Huntsville (Alabama), siendo su padre el actor C. Leslie Allen. Al estar su familia inmersa en el mundo teatral, ella debutó como actriz a los 14 años de edad en la ciudad de Nueva York. A ello siguió la súbita enfermedad de Annie Russell, actriz que interpretaba el papel principal de la obra Esmeralda en el Teatro Madison Square, donde el padre de Viola formaba parte del reparto. El director del teatro solicitó permiso al padre para que Viola hiciera el papel, produciéndose finalmente el debut el 4 de julio de 1882. Su actuación llamó la atención del actor John McCullough, que convirtió a Viola en su primera actriz en 1884. Así, trabajó en The Masqueraders, Under the Red Robe, The Christian, In the Palace of the King (1900), Noche de reyes, Cuento de invierno, Como gustéis, The Lady of Coventry (1911), y otras obras.
Allen estudió en Boston, Toronto y Nueva York. Entre 1884 y 1886 actuó en diversas piezas, tanto modernas como de Shakespeare, y trabajó junto a los mejores actores del siglo XIX. Entre sus interpretaciones destacan las que hizo para las obras Shenandoah (de Bronson Howard) y El pequeño lord (de Frances Hodgson Burnett).
También trabajó en el cine, actuando en el film mudo de 1915 The White Sister, junto a Richard Travers. La película fue producida por los Essanay Studios, y se basaba en la obra teatral de 1909 The White Sister, que había sido un éxito para Allen. 
Su última actuación profesional tuvo lugar en 1918, y fue a beneficio del esfuerzo para la guerra. Allen trabajó a favor de diversas organizaciones benéficas y teatrales.
Viola Allen estuvo casada con Peter Duryea. La actriz falleció en Nueva York en 1948, y fue enterrada en el Cementerio de Sleepy Hollow, Nueva York.

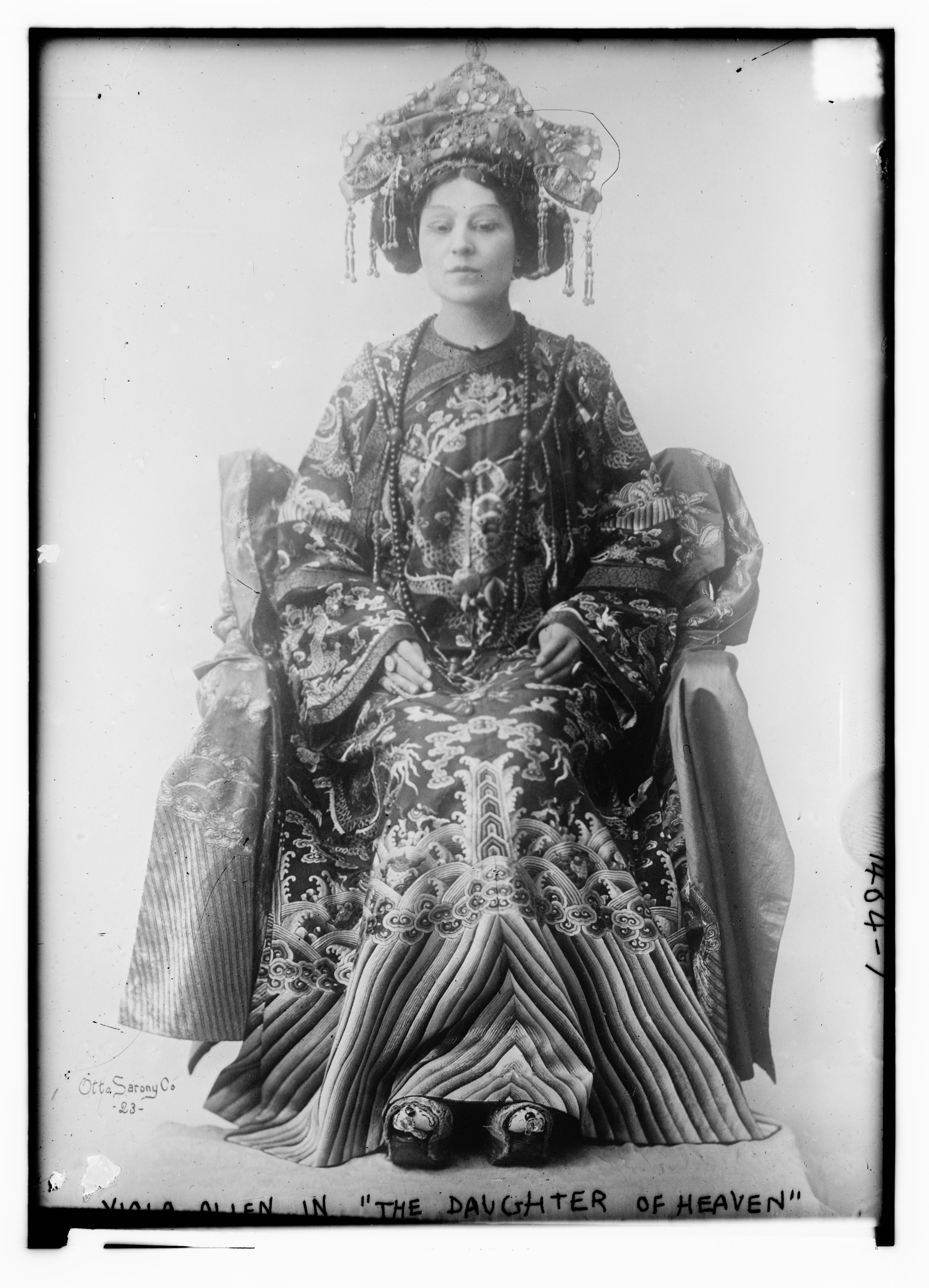
Viola Allen en "La hija del cielo", una obra de Pierre Loti y Judith Gautier.

## Filmografía
- The Scales of Justice (1914)
- The White Sister (1915)
- Open Your Eyes (1919)